# Teofilatto II di Napoli
Teofilatto (... – 801) fu duca di Napoli dall'794/800 all'801.
XV duca di Napoli successo a Stefano II .Il suo ducato duro circa un anno ma fu ricco di avvenimenti che 
non lo legarono esclusivamente alla vita sociale ed politica di Napoli.
La morte improvvisa del Vescovo-Duca Stefano II, aveva dato il via alle libere speculazioni specie quelle militari
alla successione al ducato.
In quel periodo Bisanzio era alle prese con operazioni militari al Nord contro i Franchi di Carlo Magno 
e al Sud con i Longobardi del duca Arechi II.
Fu proprio la morte di quest'ultimo che diede a Napoli un momento di respiro. E si poté avviare grazie ad una legge creata da Stefano II
di eleggere al soglio ducale Teofilatto II.
Il suo fu un brevissimo regno poco più di tredici mesi.
Sposò Euprassia figlia del duca-vescovo Stefano II.
Dedicatosi al arricchimento di edifici religioni nella città. Tra cui fece riedificare il vecchio duomo della città la Stefania.
Dovette fronteggiare il problema del elezione al nuovo vescovo della città, rimasto sede vacante.
Per voler della moglie Euprassia, egli decise che nessuno del Clero avesse preso il posto di vescovo.
In quanto alla morte di Stefano II, proprio il Clero aveva mostrato evidenti segni di rallegramenti.
Tutto ciò porto a continui ritardi nel elezione del vescovo. Fino a quando si unirono le due forze della città popolo e Clero per 
forzare la volontà della città di avere il suo pastore.
Allora Euprassia in accordo con Teofilatto avanzarono le loro idee per un uomo laico di nome Paolo. Con la quale mandato a Roma
e eletto vescovo di Napoli.
Teofilatto morì in battaglia contro i saraceni.